# Gola alta

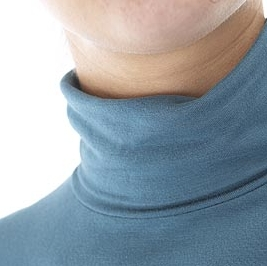
Gola alta em uma camiseta.

Gola alta, também conhecida no Brasil como gola rulê/rolê ou gola olímpica, é um tipo de gola geralmente redonda e alta, com propósitos estético e de proteção ao frio, podendo ser ajustada a sua altura.
É um tipo de gola unissexo, geralmente do mesmo tecido do resto da vestimenta e, na maioria dos casos, está presente no suéter interno, quando abaixo de alguma vestimenta. Conforme o dicionário Larousse, é definido como: "Suéter em tecido fino com gola alongada".
Desde a década de 1990, a introdução do elastano permitiu a realização de diversas versões de cortes e modelos de camisas, muitas vezes prezando pelo conforto. Presente nas passarelas desde os anos 2000, classificado como um must da temporada 2008 pela revista Elle, a gola alta conseguiu lugar fundamental dentro das vestimentas diárias em climas frios como os europeus.